# David Babunski
David Babunski (makedonsky Дaвид Бабунски; * 1. března 1994, Skopje, Severní Makedonie) je severomakedonský fotbalový záložník a reprezentant, od ledna 2016 hráč srbského klubu Crvena zvezda Beograd.
Jeho bratrem je fotbalista Dorian Babunski, otcem bývalý fotbalový reprezentant Jugoslávie a Makedonie Boban Babunski.

## Klubová kariéra
- UDA Gramenet (mládež)[1]
- FC Barcelona (mládež)[1]
- FC Barcelona B 2013–2016
- Crvena zvezda Beograd 2016–

## Reprezentační kariéra
Nastupoval za severomakedonské mládežnické reprezentace U17, U19 a U21.
S severomakedonskou jedenadvacítkou se radoval z postupu na Mistrovství Evropy hráčů do 21 let 2017 v Polsku (historicky první účast Makedonie na evropském šampionátu jedenadvacetiletých).
V A-mužstvu Severní Makedonie debutoval 14. 8. 2013 v přátelském utkání ve Skopje proti reprezentaci Bulharska (výhra 2:0).